# Бели бор
Бели бор (лат. Pinus sylvestris) је четинарско дрво из породице Pinaceae. 

## Опис и особине
Високо до 40 м, достиже старост до 200 година. Корен му је развијен и обликом прилагођен подлози, а крошња светла, разређена, код одраслих примерака у горњој трећини стабла. Стара кора је сиво-браон боје, млада жуто-браон до црвенкасто-окер, опада у виду неправилних љуспи. У краткорасту има две иглице дугачке 3-7 cm, широке до 2 mm, сивозелене боје. Шишарке су коничне, висеће, зашиљене, дугачке 3-6 cm, љуспе шишарке равне су или пирамидалне. Семена су 3-5 мм, с опнастим крилатим додацима дугачким око 1 cm.

## Ареал врсте
Он обухвата велик простор од северне Шкотске и Скандинавије, преко целог Сибира на исток, до обала Охотског мора на 140° географске дужине. Познат је већи број природних варијетета. Бели бор је светлољубива и еколошки најпластичнија и најраспрострањенија врста бора у Европи. На северу Скандинавије ареал обухвата зону између 65° и 72° географске ширине, где често образује хоризонталну шумску границу тајге према тундри.
Расте на песковитим, замочвареним и тресетним стаништима северне и средње Европе, док се југу налази претежно у планинама. Јужна граница распрострањена је на линији Сијера Невада у Шпанији - Лигурски Алпи - северна Грчка - Мала Азија - Кавказ.
На Балканском полуострву распрострањен је у Хрватској, централној и западној Босни, северној Црној Гори, западној и северној Србији, северној Албанији, западној и централној Бугарској, северној Македонији и северној Грчкој.

## Распрострањеност у Србији
У Србији расте у планинским областима, нарочито на хладнијим површинама северне и западне Србије изнад 900 м, на планинама Маљен, Повлен, Златибор, Тара, Мокра гора, Муртеница, Проклетије, док је на Шар-планини редак. 
Настањује различите типове подлога, а код нас је нарочито чест на серпентинама, где образује чисте или мешовите шуме са црним бором. Ова мешовита заједница јединствена је у Европи и налази се само на серпентинима западне Србије и источне и централне Босне. Иначе, улази у састав других четинарских или мешовитих шумских заједница.

## Употреба
Бели бор је важна врста у пошумљавању огољених песковитих површина и камењара. Дрво јој је квалитетно, користи се у грађевинарству и дрвној индустрији. Као декоративно дрво, често се користи и у хортикултури.

## Галерија
- Бели бор у парку Чаир у Нишу
- Кора белог бора
- Крошња белог бора
- Четине белог бора
- Садница белог бора у парку Чаир у Нишу
- Кора белог бора
- Бели бор